# Leioproctus plautus
Leioproctus plautus là một loài Hymenoptera trong họ Colletidae. Loài này được Maynard mô tả khoa học năm 1991.

## Hình ảnh

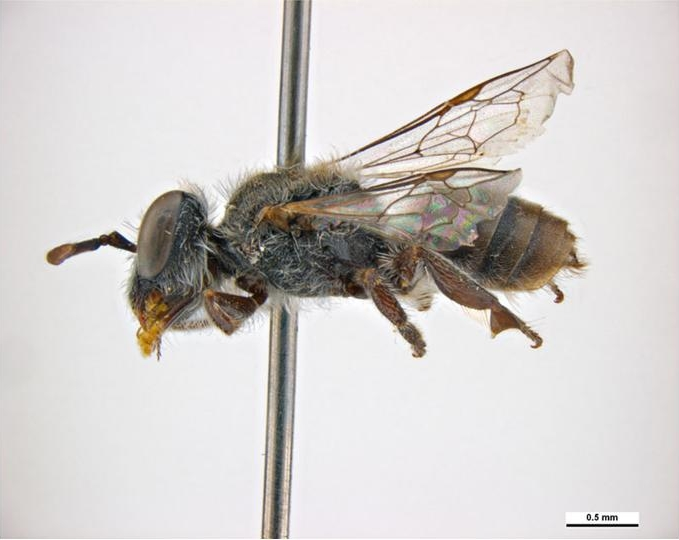